# مقاطعة كيوكوك (آيوا)
مقاطعة كيوكوك (بالإنجليزية: Keokuk County)‏ هي إحدى مقاطعات ولاية آيوا في الولايات المتحدة الأمريكية.

## أعلام
- كلارنس س. ويلي
- جون بيرك
- جو لوتز
- جيمس بي. أ. روبرتسون